# Lanao del Sur

Lanao del Surs läge i Filippinerna

Lanao del Sur är en provins på ön Mindanao i Filippinerna. Den ingår i regionen Muslimska Mindanao och har 925 100 invånare (2006) på en yta av 3 873 km². Administrativ huvudort är Marawi City.
Provinsen är indelad i 39 kommuner och 1 stad.